# Ozero Serokorotnja
Ozero Serokorotnja (ryska: Озеро Серокоротня) är en sjö i Belarus.   Den ligger i voblasten Vitsebsks voblast, i den nordöstra delen av landet, 200 km nordost om huvudstaden Minsk. Ozero Serokorotnja ligger 150 meter över havet. Arean är 1,0 kvadratkilometer. Den sträcker sig 1,8 kilometer i nord-sydlig riktning, och 4,1 kilometer i öst-västlig riktning.
I omgivningarna runt Ozero Serokorotnja växer i huvudsak blandskog. Runt Ozero Serokorotnja är det ganska tätbefolkat, med 104 invånare per kvadratkilometer.